# Sicard de Crémone
Sicard de Crémone (en latin : Sicardus Cremonensis) (né vers 1155 à Crémone et mort dans la même ville en 1215) est un chroniqueur et évêque italien, qui s'est illustré comme historien, canoniste et liturgiste.

## Biographie
Issu d'une grande famille de Crémone, Sicard étudia le droit à l'université de Bologne et à Mayence (où il fut fait chanoine en 1183). Ordonné sous-diacre par le pape Lucius III en 1182, revenu dans sa ville natale et ordonné prêtre en 1183 par l'évêque Offredus, il lui succéda sur le siège épiscopal en 1185. Il se vit confier d'importantes missions par la papauté. En 1203-04, il accompagna le cardinal Pierre de Capoue pendant la Quatrième Croisade jusqu'à Constantinople. De retour à Crémone en 1205, il soutint ensuite la cause de Frédéric II contre celle d'Othon IV.

## Œuvres
- Chronica universalis (chronique universelle allant jusqu'en 1213, dont le passage sur la croisade de Frédéric Barberousse retient particulièrement l'attention ; exploitée par Salimbene de Adam) ;
- Mitrale, seu De officiis ecclesiasticis summa (somme en neuf livres sur la liturgie catholique) ;
- Summa canonum (manuel de droit canon, fondé sur le Décret de Gratien) ;
- Apologia Sicardi (discours de défense contre ses détracteurs).

## Éditions
- Oswald Holder-Egger (éd.), Sicardi Episcopi Cremonensis Cronica, Monumenta Germaniæ historica, Scriptores vol. 31, Francfort-sur-le-Main, 1903.
- Gábor Sarbak et Lorenz Weinrich (éd.), Sicardi Cremonensis episcopi Mitralis de officiis, Brepols, Turnhout, 2008.